# Sainghin-en-Weppes
Sainghin-en-Weppes é uma comuna francesa na região administrativa de Altos da França, no departamento do Norte. Estende-se por uma área de 7.71 km². Em 2010 a comuna tinha 5 584 habitantes (densidade: 724,3 hab./km²).